# Affreschi di Santa Sofia
Gli affreschi di Santa Sofia sono un ciclo di affreschi dell'VIII o IX secolo della chiesa di Santa Sofia, a Benevento, opera di artisti anonimi legati alla Scuola di miniatura beneventana. Fa parte del sito seriale "Longobardi in Italia: i luoghi del potere", comprendente sette luoghi densi di testimonianze architettoniche, pittoriche e scultoree dell'arte longobarda, iscritto alla Lista dei patrimoni dell'umanità dell'UNESCO nel giugno 2011.

## Descrizione
Gran parte dell'opera, che originariamente doveva ricoprire l'intera superficie interna della chiesa, è stata distrutta nel corso dei lavori di rifacimento condotti nel XVIII secolo; oggi rimangono soltanto alcuni brani nelle absidi minori. I frammenti superstiti rappresentano l'Annuncio a Zaccaria, Zaccaria muto, l'Annunciazione e la Visitazione alla Vergine (nel riquadro).